# Воздушные силы Словакии
Воздушные силы Словакии (словац. Vzdušné sily armády Slovenskej republiky) — военно-воздушные силы, один из компонентов Армии Словацкой Республики. Образованы в 1939 году. Словацкие воздушные силы принимали участие во второй мировой войне, в том числе — боях на Восточном фронте. После войны влились в состав ВВС Чехословакии. Воссозданы вновь в 1992 году.

## Структура
Командование Воздушных сил Вооружённых сил Словакии (словац. Veliteľstvo Vzdušných síl Ozbrojených síl Slovenskej republiky)
- Штаб операций (словац. Operačný štáb)

- Тактическое крыло имени генерала-майора Отто Смика[словац.] (словац. Zmiešané krídlo Otta Smika), Слиач
- Транспортное крыло имени генерала Милана Растислава Штефаника[словац.] (словац. Dopravné krídlo generála Milana Rastislava Štefánika), дер. Кухиня, район Малацки
- Вертолётное крыло имени генерала-полковника Яна Амбруша[словац.] (словац. Vrtuľníkové krídlo generálplukovníka Jána Ambruša), Прешов
- Противовоздушная ракетная бригада[словац.] (словац. Protilietadlová raketová brigáda), Нитра
- Бригада управления, контроля и наблюдения[словац.] (словац. Brigáda velenia, riadenia a prieskumu), Зволен

## Техника и вооружение
Данные о технике и вооружении ВВС Словакии взяты со страницы журнала Aviation Week & Space Technology.
| Тип                                        | Производство   | Назначение                                   | Количество | Изображение | Примечания                                                          |
| Самолёты                                   | Самолёты       | Самолёты                                     | Самолёты   | Самолёты    | Самолёты                                                            |
| ------------------------------------------ | -------------- | -------------------------------------------- | ---------- | ----------- | ------------------------------------------------------------------- |
| Aero Vodochody L-39C Aero Vodochody L-39ZA | Чехословакия · | учебно-боевой учебно-боевой                  | 1 7        |             |                                                                     |
| Alenia C-27 Spartan                        | Италия         | транспортный самолёт                         | 2          |             |                                                                     |
| F-16 Fighting Falcon                       | США            | многоцелевой истребитель                     | -          |             | Заказано 14 самолётов                                               |
| МиГ-29АС МиГ-29УБС                         | СССР ·         | многоцелевой истребитель учебный истребитель | 10 2       |             | Часть самолетов была передана Украине в качестве военной поддержки. |
| Ан-26                                      | СССР           | транспортный самолёт                         | 2          |             | В полётопригодном состоянии находится только 1 самолёт.             |
| LET L-410UVP LET L-410UVP-E                | Чехословакия · | транспортный самолёт транспортный самолёт    | 6 1        |             |                                                                     |
| Вертолёты                                  |                |                                              |            |             |                                                                     |
| Ми-2                                       | Польша         | многоцелевой вертолёт                        | 6          |             |                                                                     |
| Ми-8                                       | СССР           | многоцелевой вертолёт                        | 1          |             |                                                                     |
| Ми-17                                      | СССР           | многоцелевой вертолёт                        | 11         |             |                                                                     |
| Ми-24                                      | СССР           | транспортно-боевой вертолёт                  | 3          |             | В полётопригодном состоянии находится только 1 вертолёт.            |
| Средства ПВО                               |                |                                              |            |             |                                                                     |
| Куб                                        | СССР           | ЗРК                                          |            |             |                                                                     |
| Стрела-2                                   | Чехословакия   | ПЗРК                                         |            |             |                                                                     |

## Галерея

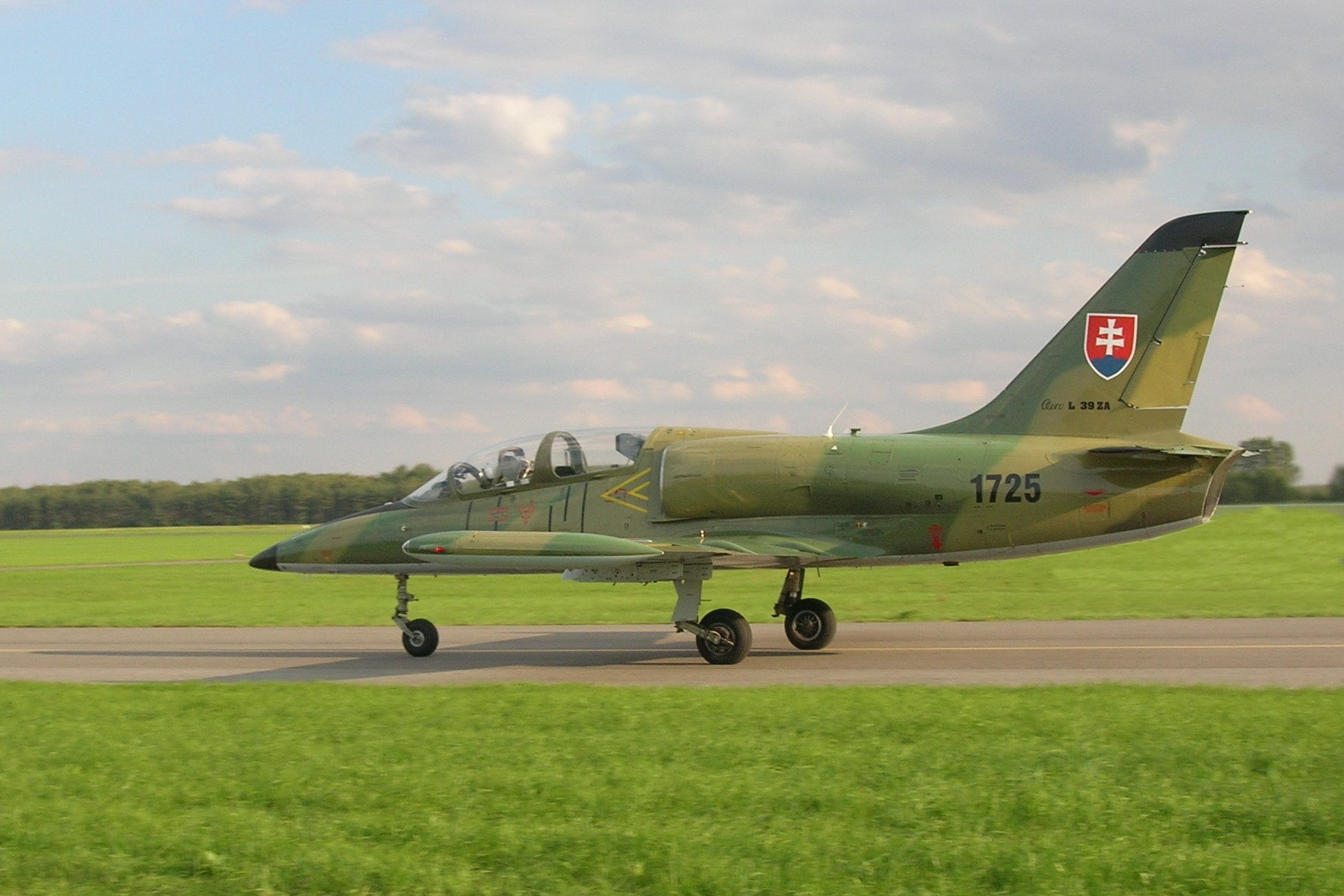
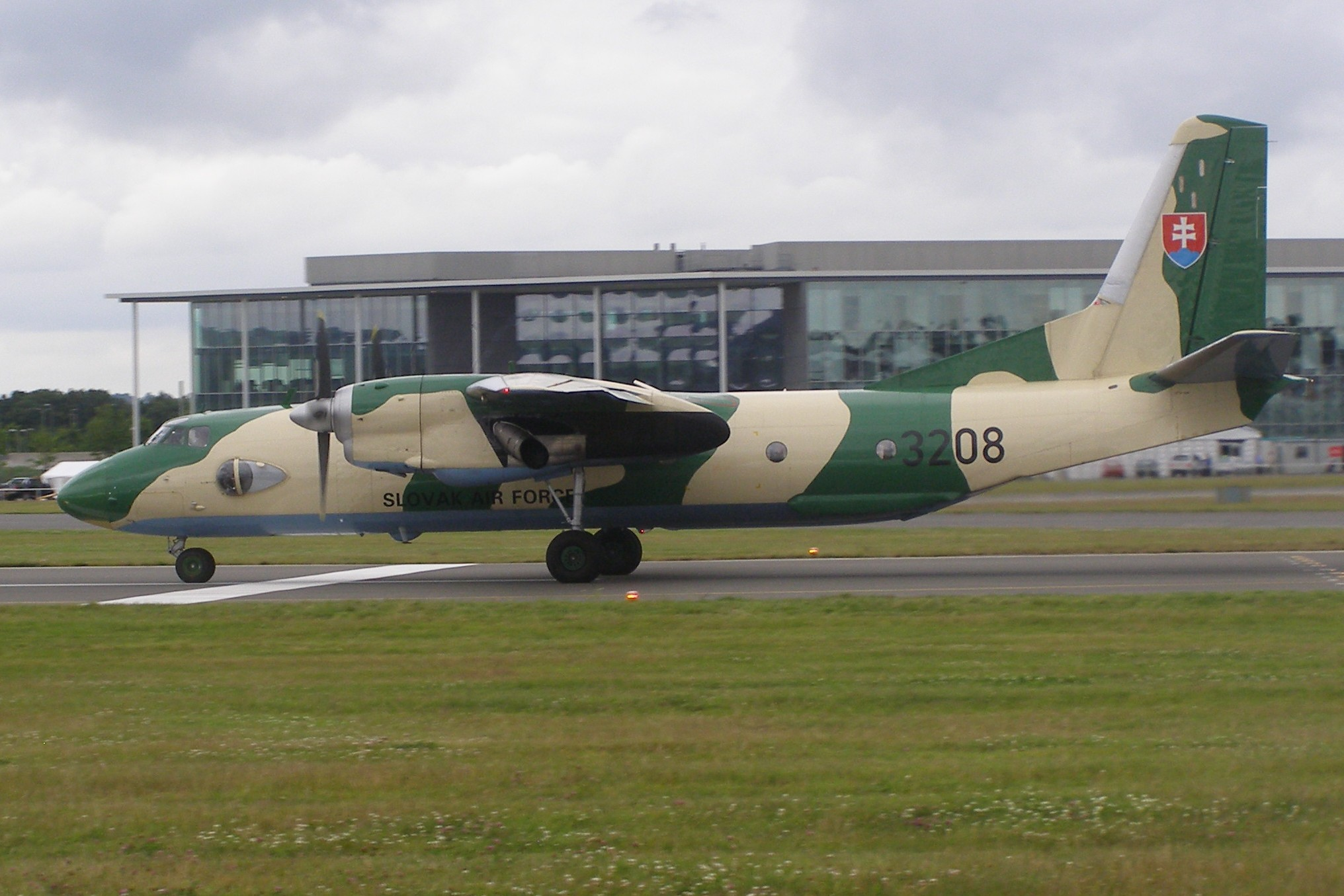
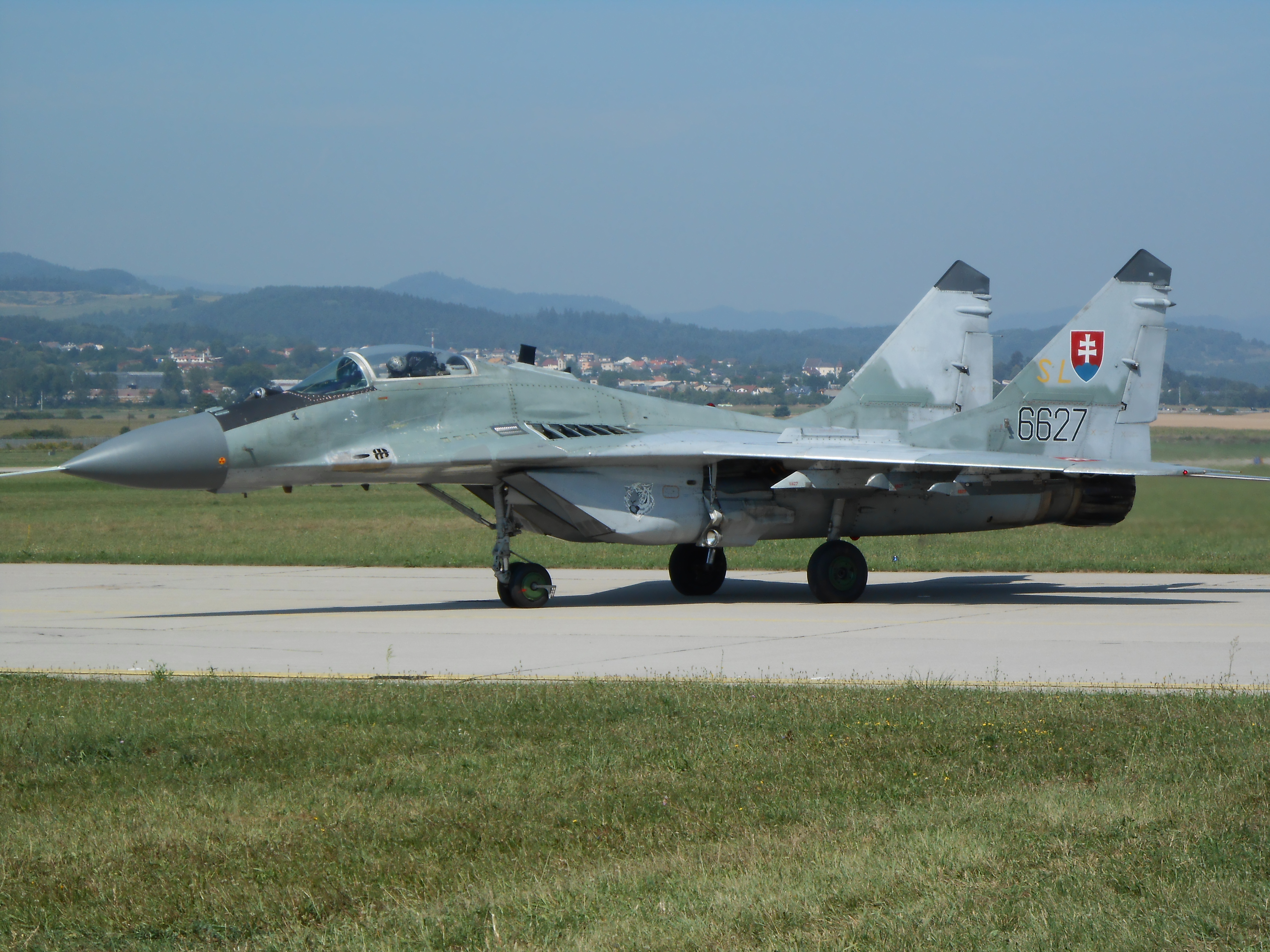
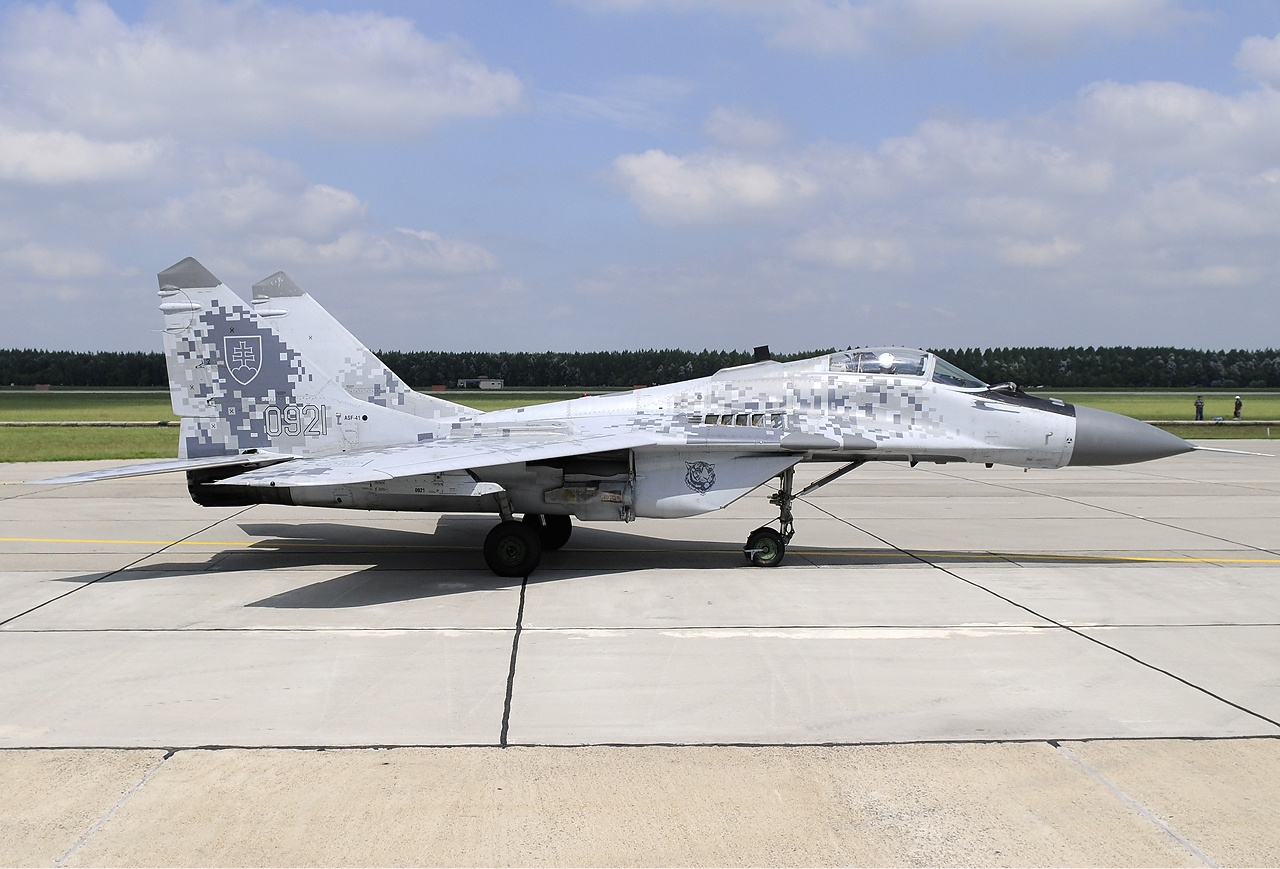
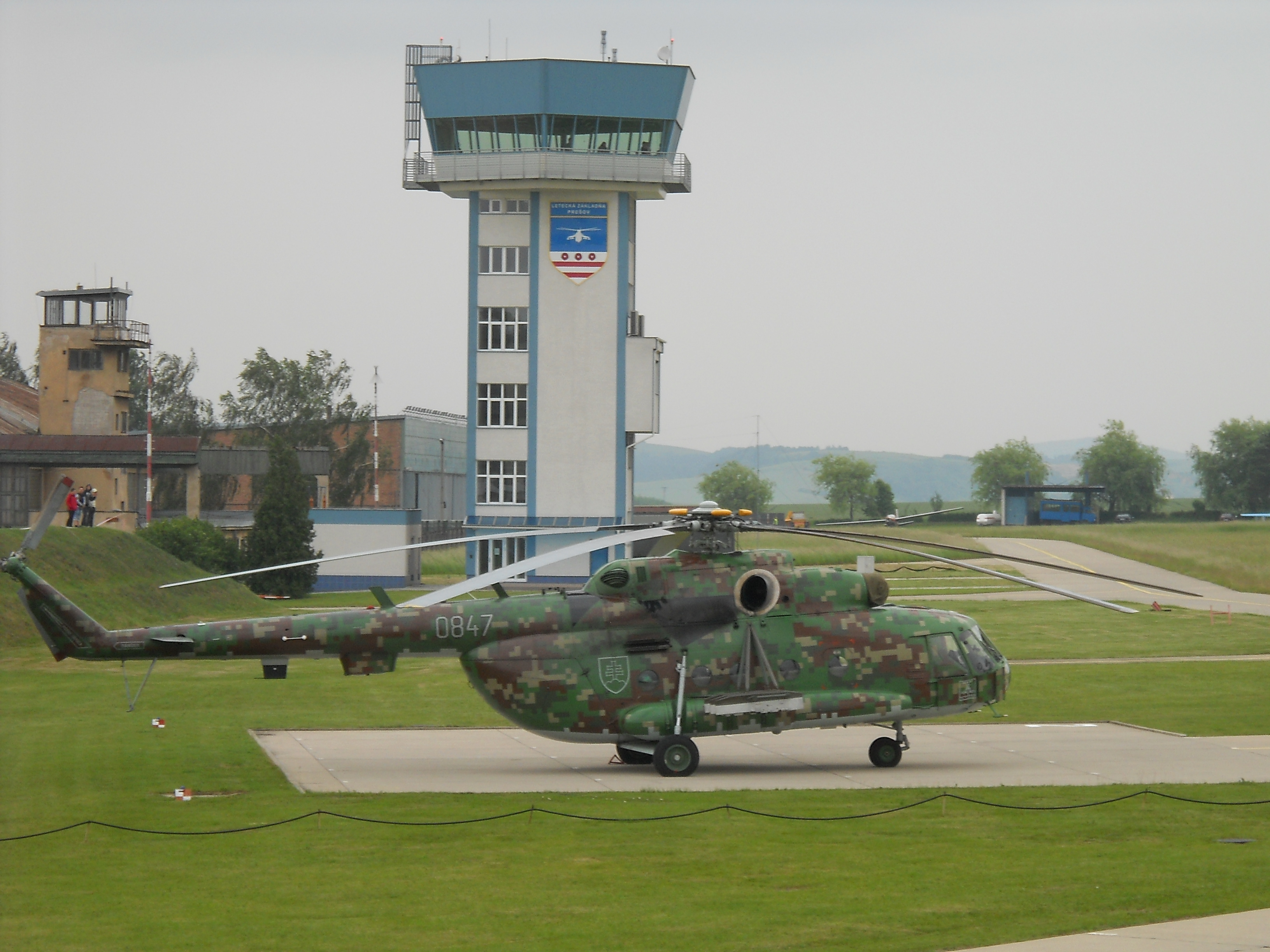
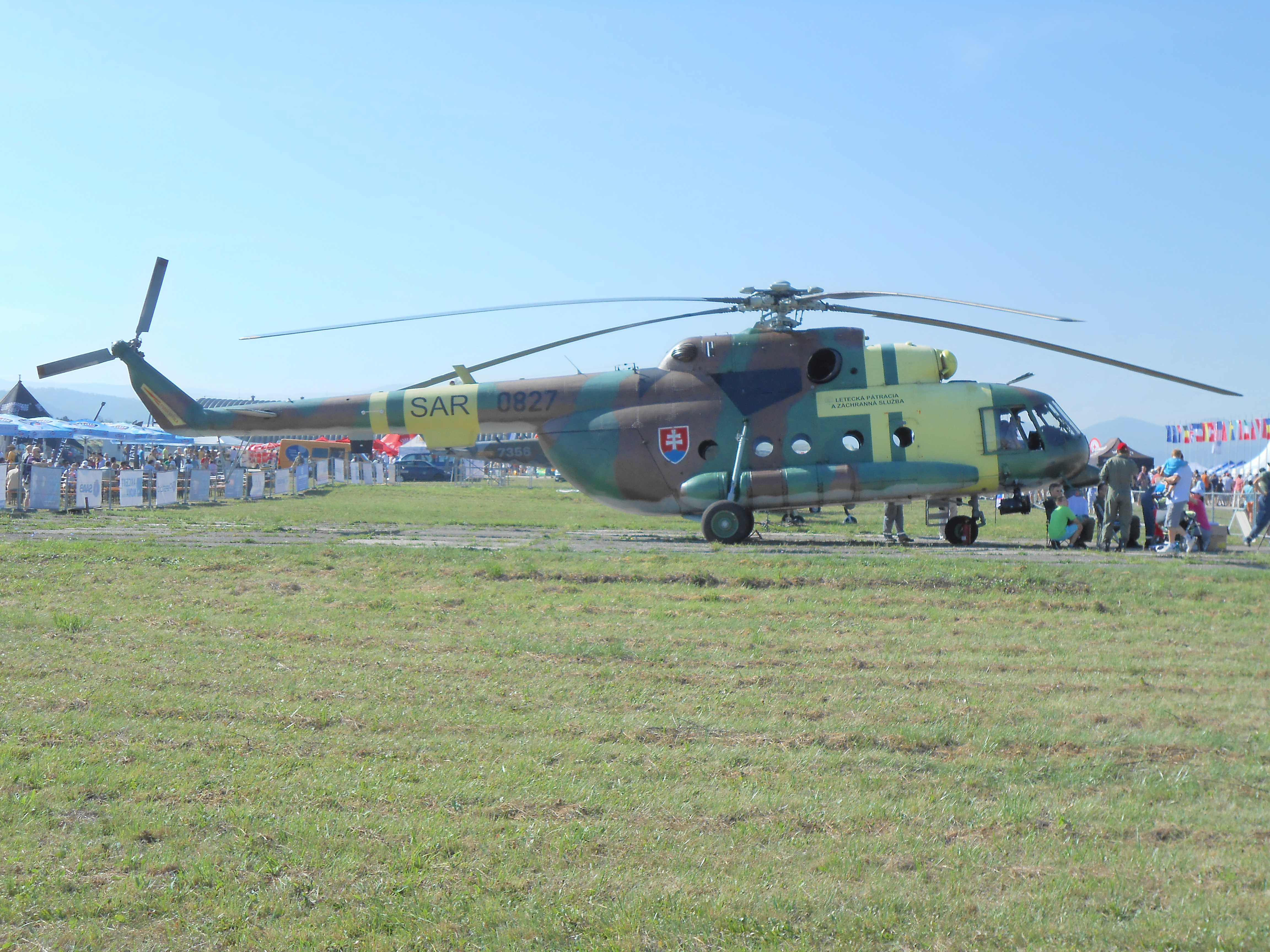

## Опознавательные знаки

### Эволюция опознавательных знаков
| Опознавательный знак | Знак на фюзеляж | Знак на киль | Когда использовался                          | Порядок нанесения |
| -------------------- | --------------- | ------------ | -------------------------------------------- | ----------------- |
|                      |                 |              | 23 июня 1939 года — 10 сентября 1939 года    |                   |
|                      |                 |              | 10 сентября 1939 года — 15 октября 1940 года |                   |
|                      |                 |              | 15 октября 1940 года — август 1944 года      |                   |
|                      |                 |              | август — октябрь 1944 года                   |                   |
|                      | нет             |              | с 1993 года по настоящее время               |                   |

## Знаки различия

### Генералы и офицеры
| Категории               | Генералы      | Генералы          | Генералы          | Генералы         | Старшие офицеры | Старшие офицеры | Старшие офицеры | Младшие офицеры | Младшие офицеры   | Младшие офицеры |
| ----------------------- | ------------- | ----------------- | ----------------- | ---------------- | --------------- | --------------- | --------------- | --------------- | ----------------- | --------------- |
|                         |               |                   |                   |                  |                 |                 |                 |                 |                   |                 |
| Словацкое звание        | Generál       | Generálporučík    | Generálmajor      | Brigádny Generál | Plukovník       | Podplukovník    | Major           | Kapitán         | Nadporučík        | Poručík         |
| Российское соответствие | Генерал армии | Генерал-полковник | Генерал-лейтенант | Генерал-майор    | Полковник       | Подполковник    | Майор           | Капитан         | Старший лейтенант | Лейтенант       |

### Сержанты и солдаты
| Категории               | Подофицеры        | Подофицеры | Подофицеры   | Сержанты и старшины  | Сержанты и старшины | Сержанты и старшины | Сержанты и старшины | Сержанты и старшины | Сержанты и старшины | Солдаты   | Солдаты |
| ----------------------- | ----------------- | ---------- | ------------ | -------------------- | ------------------- | ------------------- | ------------------- | ------------------- | ------------------- | --------- | ------- |
|                         |                   |            |              |                      |                     |                     |                     |                     |                     |           |         |
| Словацкое звание        | Nadpraporčík      | Praporčík  | Podpraporčík | Štábný nadrotmajster | Nadrotmajster       | Rotmajster          | Rotný               | Čatár               | Desiatnik           | Slobodník | Vojak   |
| Российское соответствие | Старший прапорщик | Прапорщик  | нет          | нет                  | нет                 | Старшина            | Старший сержант     | Сержант             | Младший сержант     | Ефрейтор  | Рядовой |

## История наименований
- 1.01.1993 — 1.09.1994: (словац. Letectvo a protivzdušná obrana Veliteľstva Armády Slovenskej republiky
- 1.09.1994 — 1.01.2000: (словац. Letectvo a protivzdušná obrana Generálneho štábu Armády Slovenskej republiky
- 1.01.2000 — 1.07.2002: (словац. Vzdušné sily Armády Slovenskej republiky
- с 1 июля 2002 года: (словац. Vzdušné sily Ozbrojených síl Slovenskej republiky

## Командующие
- 01.01.1993 — 01.09.1994: генерал-майор Штефан Гомбик (командующий ВВС и ПВО Командования Армии Словацкой республики)
- 01.09.1994 — 01.01.2000: генерал-лейтенант Штефан Гомбик (начальник штаба ВВС и ПВО генерального штаба Армии Словацкой республики)
- 01.01.2000 — 01.11,2005: генерал-майор Йозеф Дунай (командующий ВВС)
- 01.11.2005 — 26.05.2010: генерал-майор Юрай Баранек
- 26.05.2010 — 15.09.2012: генерал-майор Мартин Бабяк
- 15.09.2012 — 01. augusta 2017: генерал-майор Мирослав Корба
- 01.08.2017: генерал-майор Любомир Свобода,
- 01.01.2021: бригадный генерал Роберт Тот (с 1.10.2020 был зам.командующего, новым замом с 1.01.2021 стал бывший начальник штаба бригадный генерал Ладислав Довхун.